# Renault Type AZ

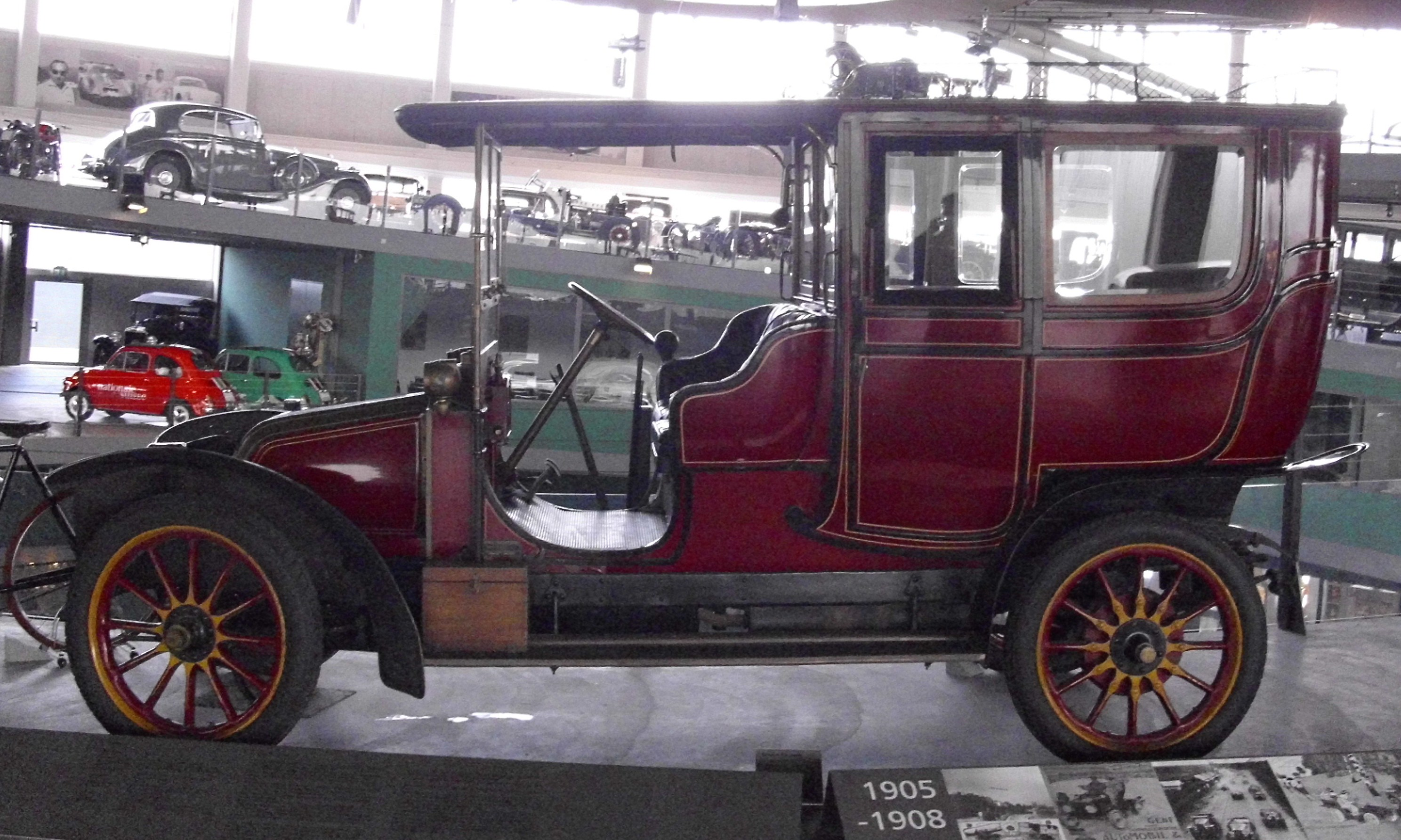
Seitenansicht

Der Renault Type AZ war ein frühes Personenkraftwagenmodell von Renault. Er wurde auch 12/16 CV genannt.

## Beschreibung
Renault präsentierte das Modell auf dem Pariser Automobilsalon im November 1908. Die nationale Zulassungsbehörde erteilte am 22. Januar 1909 seine Zulassung. Ein Fahrzeug dieser Größe und Leistung hatte Renault zuvor nicht im Sortiment. Nachfolger wurde Ende 1909 der Renault Type BZ.
Ein wassergekühlter Vierzylindermotor mit 80 mm Bohrung und 120 mm Hub leistete aus 2413 cm³ Hubraum 12 bis 14 PS. Die Motorleistung wurde über eine Kardanwelle an die Hinterachse geleitet. Die Höchstgeschwindigkeit war je nach Übersetzung mit 38 bis 56 km/h angegeben.
Zur Wahl standen drei verschiedene Fahrgestelle. Das normale und das Spezialfahrgestell für leichte Karosserie unterschieden sich nicht in den Maßen. Bei einem Radstand von 272 cm und einer Spurweite von 134 cm war das Fahrzeug 380 cm bzw. 381 cm lang und 160 cm bzw. 161 cm breit. Eine Quelle gibt die Höhe mit 210 cm an. Das Fahrgestell wog 750 kg, das Komplettfahrzeug 1300 bis 1400 kg. Ein besonders niedriges Fahrgestell hatte 294,3 cm bzw. 298 cm Radstand und 134 cm Spurweite. Die Karosserien waren 405 cm lang und 161 cm breit. Zur Wahl standen Limousine und Sonderaufbauten.
Der Preis für das Fahrgestell betrug zwischen 9.600 und 10.000 Franc.
Das Auktionshaus Brooks bot am 2. Dezember 1998 ein Fahrzeug von 1909 mit einer Landaulet-Karosserie von F. W. Lucas aus London an und erwartete einen Preis von 24.000 bis 28.000 Pfund, verkaufte das Fahrzeug allerdings nicht.